# Église San Pietro (Montecatini Terme)
 (mai 2023).
Si vous disposez d'ouvrages ou d'articles de référence ou si vous connaissez des sites web de qualité traitant du thème abordé ici, merci de compléter l'article en donnant les références utiles à sa vérifiabilité et en les liant à la section « Notes et références ».
L'église de San Pietro est située à Montecatini Alto, un hameau de Montecatini Terme, dans la province de Pistoia, diocèse de Pescia.

## Histoire et description
L'église de San Pietro était à l'origine l'église du château de Montecatini qui était dédiée à saint Michel. Elle devint l'église paroissiale et changea de vocation au XIIe siècle lorsque l'édifice fut entièrement reconstruit.
La façade actuelle, précédée d'une tour médiévale massive, constituait le chevet de l'église romane transformée dans sa forme actuelle au XIIe siècle. À l'intérieur, se trouvent des œuvres importantes : dans le chœur, une Ascension du Christ de Santi di Tito ; le long de la nef se trouvent le Martyre de sainte Barbe  de Jacopo Ligozzi et L'Assomption de la Vierge de Carlo Maratta.

Vues.
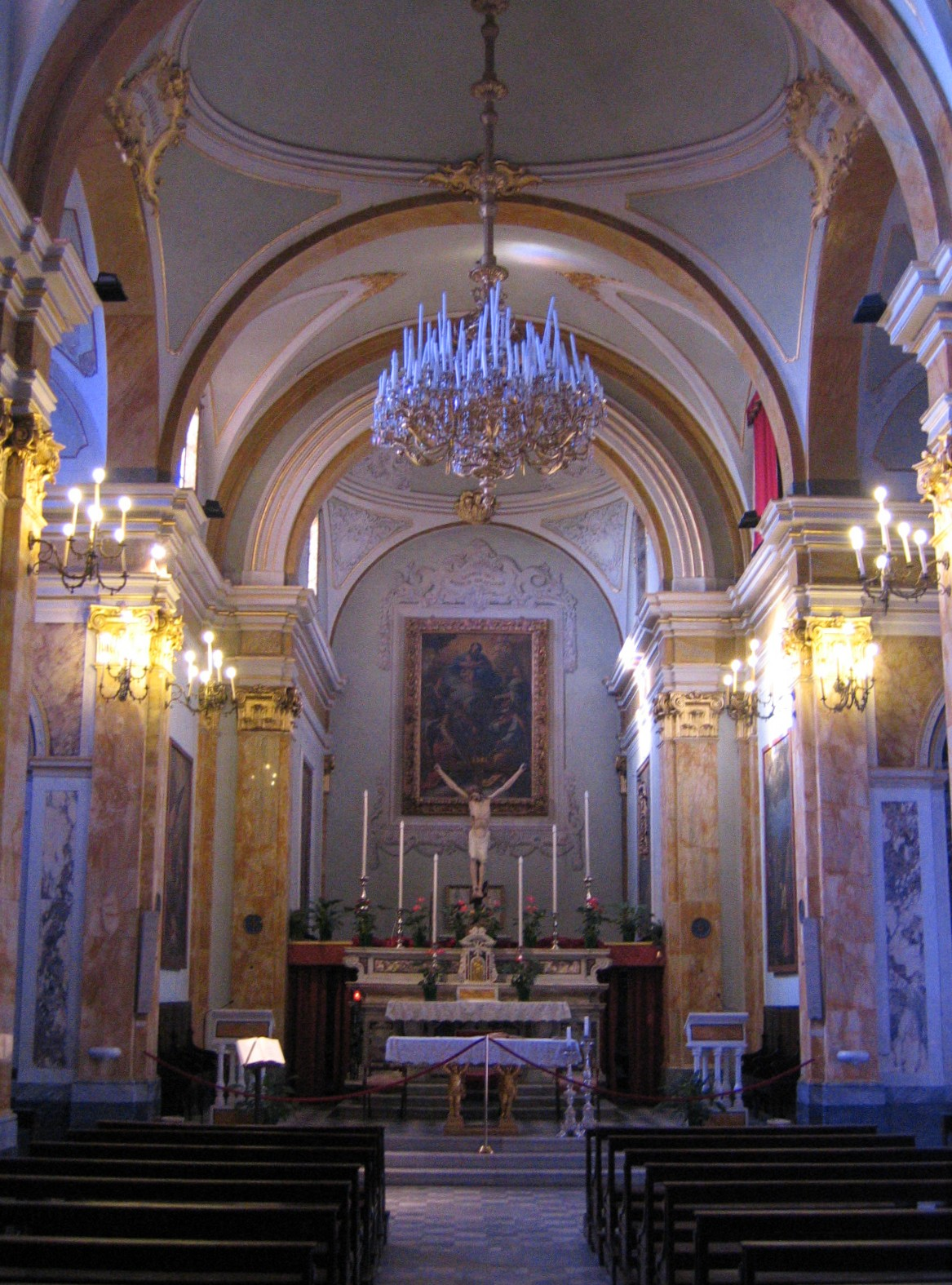
L'intérieur de l'église.
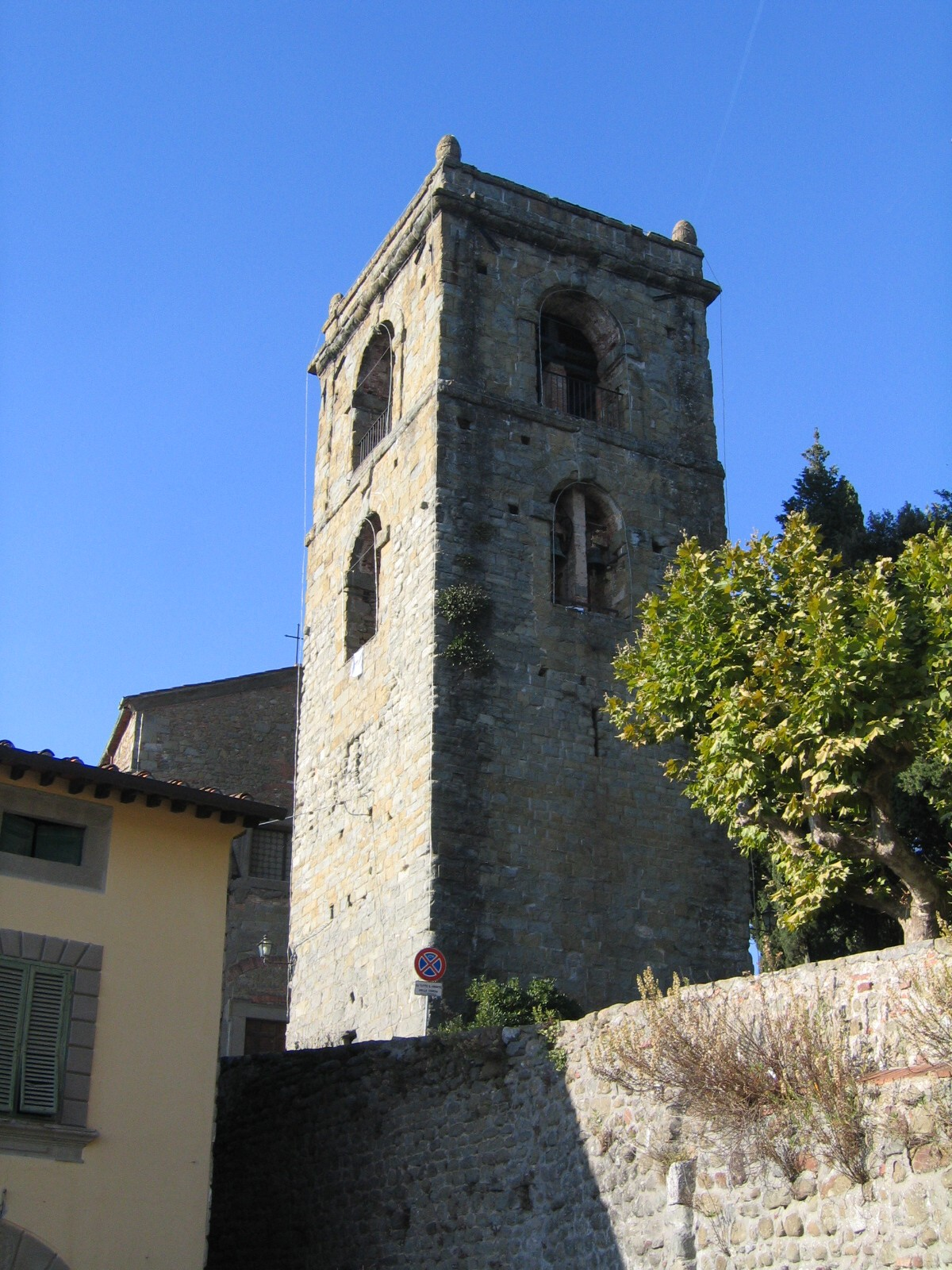
Le campanile massif devant la façade de l'église.